# George Evans (3e baron Carbery)
Pour les articles homonymes, voir George Evans (homonymie).
George Evans, 3e baron Carbery (décédé en 1783), est un pair irlandais. Il a probablement construit la maison plus tard agrandie pour devenir l'actuel Laxton Hall.

## Biographie
Il est le fils aîné de George Evans (2e baron Carbery) et son épouse Frances. En 1759, il succède à son père et hérite d'un domaine lourdement grevé par les dettes de son père et par les partages familiaux avec son frère John et sa sœur Frances. Le 7 février 1760, il épouse Juliana Noel (décédée le 18 décembre 1760), troisième fille de Baptist Noel (4e comte de Gainsborough). Ils ont une fille :
- Juliana Evans (1760 - 20 mai 1807), mariée à Edward Hartopp-Wigley à Dalby House, Leicestershire, le 16 avril 1782

Après le décès de Juliana, Carbery épouse Elizabeth Horton (décédée le 14 juin 1789) le 13 décembre 1762. Ils ont un fils :
- George Evans (4e baron Carbery) (1766-1804)

Il a probablement chargé WD Legg de concevoir la nouvelle maison à Laxton après 1778. Il a également dirigé des domaines dans le comté de Limerick, où Jeremiah Jackson est son agent dans les années 1760 et 1770.
En 1782, il est presque aveugle et rendu invalide par la goutte. Après avoir une fois refusé la proposition de Hartopp, la fille de Carbery s’enfuit avec lui, à la surprise et à l’indignation de Carbery, bien que Hartopp ait finalement conclu un bon accord de mariage. Carbery est mort l'année suivante, le 26 mai 1783, et son fils George lui succède. Il laisse la portion non consacrée de ses biens irlandais à sa fille au cas où George mourrait sans héritiers, une éventualité qui se produit en 1807.